# Kazimierz Jerzy Czartoryski

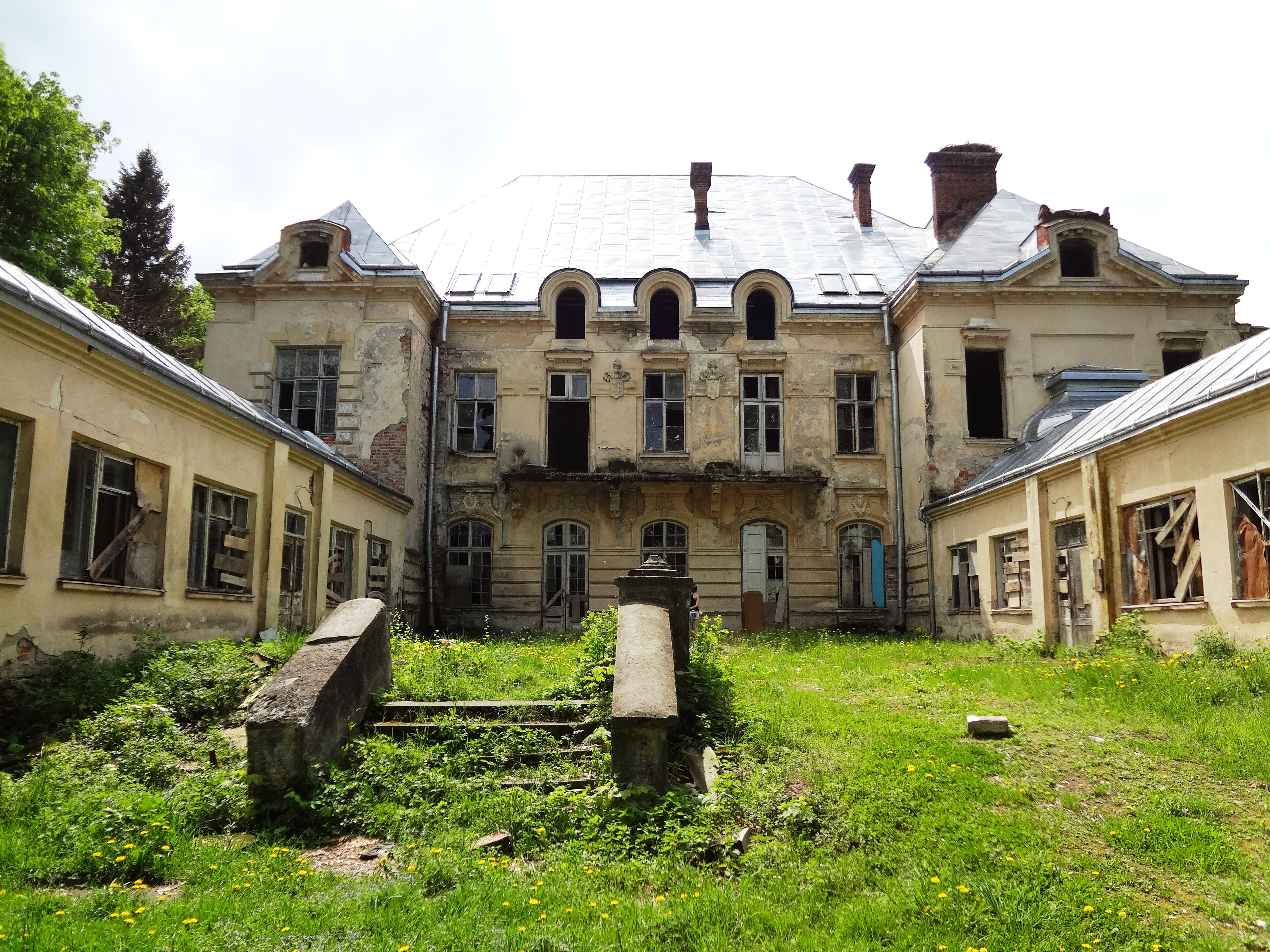
Pałac Czartoryskich w Żurawnie

Kazimierz Jerzy Czartoryski herbu Pogoń Litewska (ur. 7 sierpnia 1892 w Pełkiniach, zm. 24 maja 1936 w Żurawnie) – polski ziemianin, oficer Wojska Polskiego, działacz społeczny, do 1921 książę.

## Życiorys
Urodził się 8 sierpnia 1892. Był prawnukiem Konstantego Adama (1774–1860), wnukiem Jerzego (1828–1912), synem Witolda (1864–1945) i Jadwigi z domu Dzieduszyckiej herbu Sas (1867–1941, córka Włodzimierza Dzieduszyckiego). Jego rodzeństwem byli Maria (1890–1981, po mężu Korwin-Krasińska), Anna (1891–1951), Jerzy (1894–1969), Włodzimierz (1895–1975), Jan (1897–1944), Roman (1898–1958), Stanisław (1902–1982), Elżbieta (zm. 1904), Adam (1906–1998), Witold (1908–1945), Piotr (1909–1993).
Brał udział w wojnie polsko-bolszewickiej. Po odzyskaniu przez Polskę niepodległości został przyjęty do Wojska Polskiego. Został awansowany do stopnia porucznika rezerwy artylerii ze starszeństwem z 1 czerwca 1919. W 1923, 1924 był oficerem rezerwowym do 11 Pułku Artylerii Polowej (garnizony Stanisławów/Kołomyja). W 1934 był oficerem rezerwowym 24 Pułku Artylerii Lekkiej i pozostawał wówczas w ewidencji Powiatowej Komendy Uzupełnień Stryj.
Był współwłaścicielem dóbr Żurawno, skąd w II Rzeczypospolitej znane były pokłady i wyroby alabastru. Był jednym z najczynniejszych ziemian na obszarze Małopolski Wschodniej. Brał aktywny udział w organizacjach rolniczych i w życiu społecznym. Działał w Związku Ziemian, w którym był członkiem wydziału i prezesem w Żydaczowie. Był radcą Lwowskiej Izby Rolniczej.
Związany z endecją. Był wiceprezesem Lwowskiej Dzielnicy i Rady Naczelnej Stronnictwa Chrześcijańsko-Narodowego. Od września 1928 pełnomocnik organizacyjny Stronnictwa Narodowego na powiat żydaczowski. Członek Zarządu Głównego i Zarządu Dzielnicowego Stronnictwa Narodowego. W wyborach w 1928 kandydował bezskutecznie do Sejmu z listy komitetu Katolicko-Narodowego.
Jego żoną w 1917 została Helena z domu Skrzyńska Zaremba (1894–1988). Ich dziećmi byli Antoni (1919–1991), Jadwiga (1920–1998, po mężu Brzozowska), Teresa (1923–1981, po mężu Rostworowska, żona Henryka), Maria (1925–1929), Anna (1927–1999, po mężu Golińska), Andrzej (1929–1999), Cecylia (ur. 1930–2018), Barbara (ur. 1935).
Przed północą 24/25 maja 1936 wracał jako kierowca samochodem ze Stanisławowa do Żurawna. W pojeździe znajdowali się także jego żona, dwoje dzieci, wychowawczyni i pomocnik szofera. Na drodze, opodal Starej Wsi auto uległo wypadkowi i wpadło do rowu. Wskutek odniesionych obrażeń Czartoryski poniósł śmierć. Jego żona odniosła obrażenia głowy i została przetransportowana do szpitala we Lwowie, pozostali zaś pasażerowie wyszli z wypadku bez szwanku.
Został pochowany na cmentarzu w Żurawnie 27 maja 1936.